# Quattro amiche, nuovi amori
Quattro amiche, nuovi amori (The Facts of Life Reunion) è un film per la televisione del 2001, il terzo e ultimo tratto dalla sitcom L'albero delle mele. Il film è andato in onda il 18 novembre 2001, tredici anni dopo la fine della serie, sulla ABC, la quale ha prodotto il lungometraggio in collaborazione con la Walt Disney Productions. È l'unico film a essere stato trasmesso in Italia e pubblicato in videocassetta. È stato trasmesso, anche se raramente, su alcuni canali televisivi satellitari. L'ultima messa in onda risale al 2008, un sabato pomeriggio alle 16:30, su Rai 2. Viene sporadicamente mandato in onda negli Stati Uniti su ABC Family. È l'unico film in cui Nancy McKeon è assente.

## Trama
Dopo molti anni dall'ultima volta che si sono viste, la signora Garrett e le ragazze decidono di incontrarsi a Peekskill per il giorno del Ringraziamento. Tutte loro sono cambiate. Edna è vedova ed è pronta a tornare in America e ricominciare una nuova vita con un marinaio che sta frequentando. Blair, ora avvocato, ha venduto l'Eastland School e possiede insieme a suo marito Tad una catena di alberghi, uno dei quali gestito da Raymond Garrett. Tootie, che ora si fa chiamare Dorothy, ha abbandonato il teatro per condurre un talk show e si prende cura di sua figlia Tisha dopo essere rimasta anche lei vedova di Jeff Williams. Natalie lavora alla CNN e Jo è un'impiegata della polizia e madre di Jamie, figlia avuta da Rick Bonner. Sfortunatamente, Jo è impegnata al lavoro e non può partecipare all'incontro. Natalie approfitta dell'occasione per chiedere aiuto alle sue amiche su come comportarsi con i due uomini che competono per lei, Robert e Harper. Nonostante sia passato molto tempo, la signora Garrett e le ragazze sono ancora molto legate e capiscono che amicizie come la loro dureranno per sempre.

## Cast completo
- Charlotte Rae: Edna Garrett
- Lisa Whelchel: Blair Warner
- Kim Fields: Tootie Ramsey
- Mindy Cohn: Natalie Green
- Joel Brooks: Raymond Garrett
- Carl Marotte: Rick Bonner
- Mallory Margel: Jamie Bonner
- Kevin Jubinville: Tad Warner
- Alexandra Johnson: Tisha Ramsey
- Barclay Hope: Robert James
- Jennifer Foster: Maggie Rhodes
- Mark Lutz: Harper
- Joe Dinicol: Sam
- Adam Reid: Donald
- John Bayliss: Davis
- Evan Caravela: Benjy
- François Klanfer: Chef Gauguin
- Barry Stillwell: Agente Kendall
- John Gilbert: Capitano
- Sam Moses: Tassista
- Karen Glave: Signora
- Ken Smith: Signore

## Produzione
Il film è stato girato dal 10 settembre all'8 ottobre del 2001 a Toronto. Charlotte Rae, dopo aver lasciato la serie all'inizio dell'ottava stagione, ritorna a rivestire i panni della signora Edna Garrett dopo quindici anni dall'ultima apparizione del suo personaggio. Nancy McKeon non era intenzionata a riprendere il ruolo di Jo, non essendo una fan delle reunion in generale e con il desiderio di volersi concentrare di più sulla sua carriera presente e futura, anziché su quella passata, oltre a essere già impegnata con The Division. Diversi personaggi apparsi nella serie, come Sue Ann Weaver, Geri Tyler, Charles Parker, Monica Warner, Roy, Jeff Williams, George Burnett e Bruce Gaines vengono citati. Raymond Garrett è sempre interpretato da Joel Brooks mentre a prestare il volto a Rick Bonner, il marito di Jo, è Carl Marotte poiché Scott Bryce, interprete originale, era impegnato sul set di Così gira il mondo.